# Live After Death
Live After Death este primul album live al trupei britanice de heavy metal Iron Maiden. Albumul a fost lansat pe 14 octombrie 1985 și a fost înregistrat în timpul turneului World Slavery Tour.
Primul disc a fost înregistrat pe 14-17 martie 1985 la Long Beach Arena, iar piesele de pe al doilea disc au fost înregistrate pe 8,9,10 și 12 octombrie 1984 la Hammersmith Odeon.
Versiunea originară conținea doar primul disc, iar piesa "Running Free" era scurtată de la 8:16 la 3:16.
Versiunea remasterizată din 1998 conține ambele discuri și piesa "Running Free" needidată.
Versiunea remasterizata din 1998 conține si o secțiune multimedia cu videoclipuri, galerie foto, biografie, linkuri internet și o copertă cu 24 de pagini color cu fotografii și desene cu Eddie, mascota trupei.
În 1995 a fost lansată o alta versiune ce mai conținea un CD bonus cu următoarele piese
1. Losfer Words (Big 'Orra) (live)
2. Sanctuary (live)
3. Murders In The Rue Morgue (live)

Intro-ul este o parte a unui discurs dat de Winston Churchill pe 4 iunie 1940.
Versiunea video a albumului a fost înregistrata tot la Long Beach Arena, dar într-o altă seară și conține un concert întreg, inclusiv piesa "Sanctuary" care nu apare în versiunea audio.
Coperta, care îl înfățișează pe Eddie, mascota Iron Maiden, a fost realizată de graficianul Derek Riggs, iar inscripția de pe piatra de mormânt este un citat aproximativ după H. P. Lovecraft.

## Tracklist

### Disc 1
1. "Intro: Discurs Churchill / Aces High" - 05:29
2. "Minutes to Midnight" - 06:03
3. "The Trooper" - 04:32
4. "Revelations" - 06:12
5. "Flight of Icarus" - 03:28
6. "Rime of the Ancient Mariner" - 13:18
7. "Powerslave" - 07:13
8. "The Number of the Beast" - 04:54
9. "Hallowed Be Thy Name" - 07:21
10. "Iron Maiden" - 04:21
11. "Run to the Hills" - 03:55
12. "Running Free" - 08:43

### Disc 2
1. "Prowler" – 3:56
2. "Sanctuary" – 3:16
3. "Remember Tomorrow" – 5:28
4. "Running Free" – 3:17
5. "Phantom of the Opera" – 7:07
6. "Transylvania" – 4:19
7. "Strange World" – 5:32
8. "Charlotte the Harlot") – 4:12
9. "Iron Maiden" – 3:38

## Componență
- Bruce Dickinson - voce
- Steve Harris - bas
- Adrian Smith - chitară
- Dave Murray - chitară
- Nicko McBrain - baterie